# Casalvolone
Casalvolone är en ort och kommun i provinsen Novara i regionen Piemonte i Italien. Kommunen hade 864 invånare (2018).